# سنیک
 سنیک (به انگلیسی: Sennek) (زاده ۳۰ آوریل ۱۹۹۰) خواننده بلژیکی است.
او در یوروویژن ۲۰۱۸ نماینده بلژیک بود.